# Park51

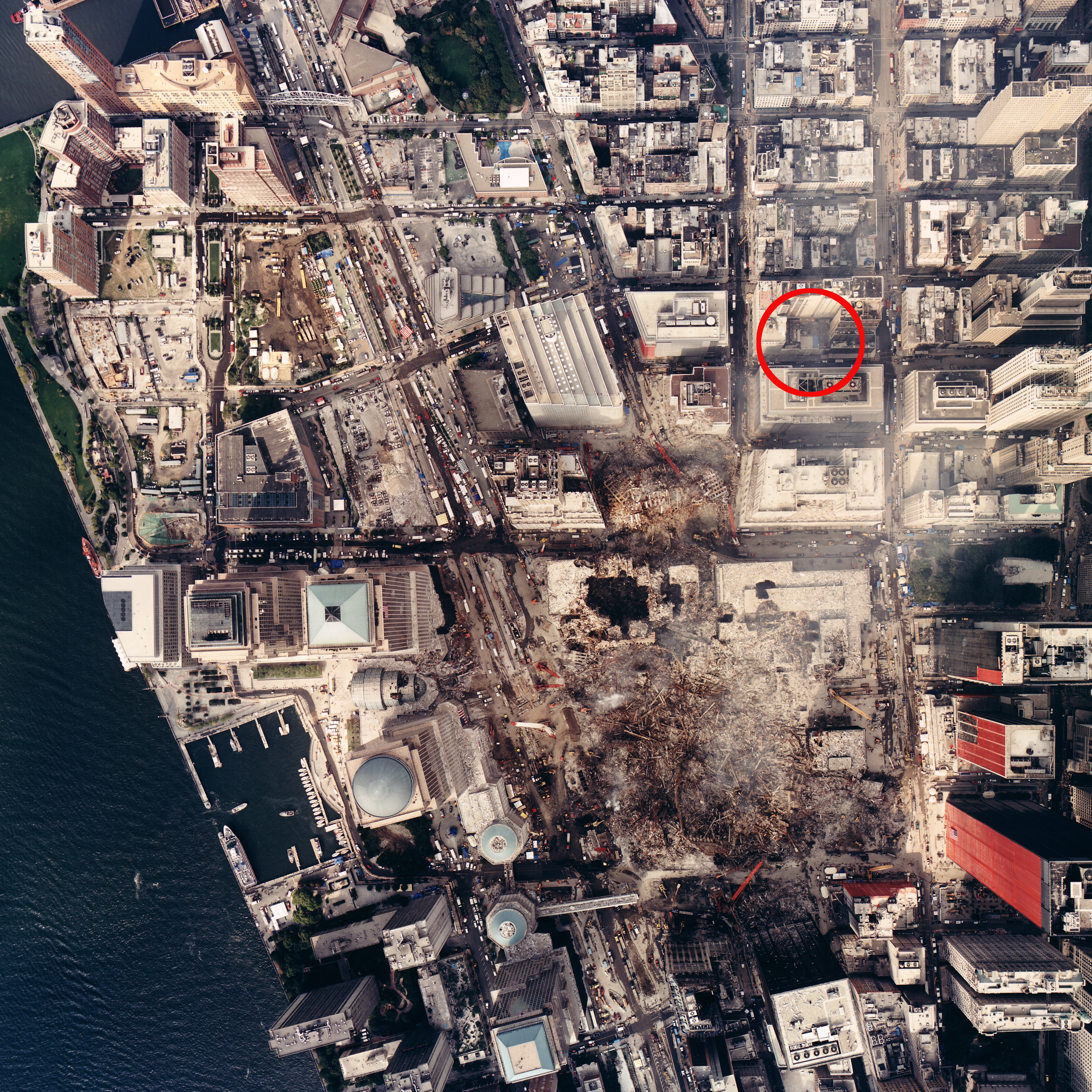
Locatie van Park51 (rood omcirkeld) ten opzichte van Ground Zero

Park51 (oorspronkelijke naam Cordoba House, ook wel de "Ground Zero-moskee" (door tegenstanders) of "Cordoba-moskee" genoemd) is een gepland gebouw in de wijk Lower Manhattan in New York.
In het gebouw van glas en staal van 13 verdiepingen is een islamitisch ontmoetings- en activiteitencentrum ("community center") gepland, met daarin een auditorium voor maximaal 500 bezoekers, een theater, een fitnesscentrum, een zwembad, een basketbalveld, een kinderopvang, een boekhandel, een culinaire school, een gedenkplaats voor de slachtoffers van de aanslagen van 11 september 2001 en een gebedsruimte voor 1000 tot 2000 man.

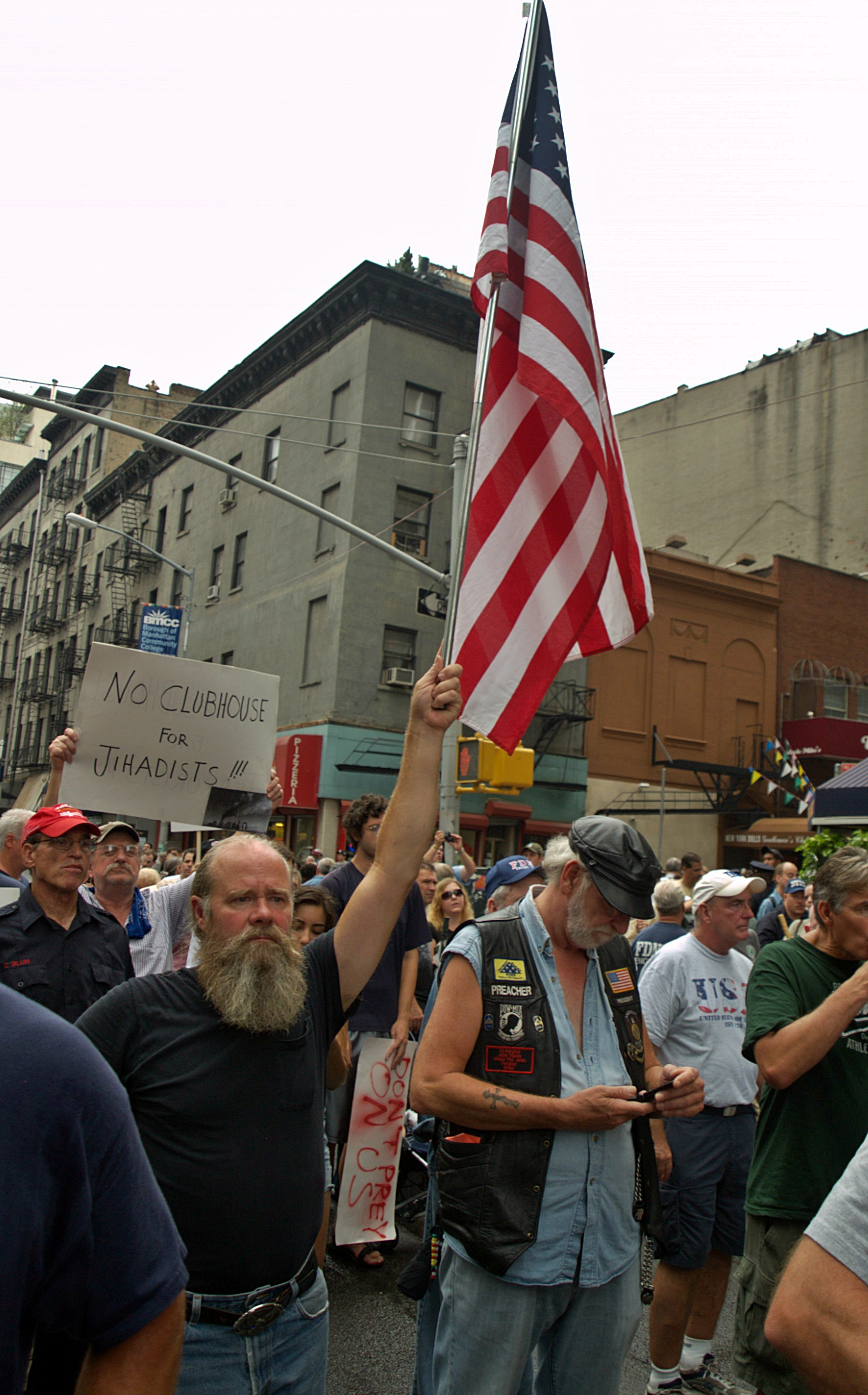
Protest tegen de bouw van het centrum in augustus 2010

De bouw van het islamitische gemeenschapscentrum leidde in 2010 tot ophef vanwege de locatie, twee huizenblokken (ongeveer 200 meter) ten noorden van 'Ground Zero', de plaats waar op 11 september 2001 het World Trade Center door een terroristische aanslag verwoest werd.

## Geschiedenis

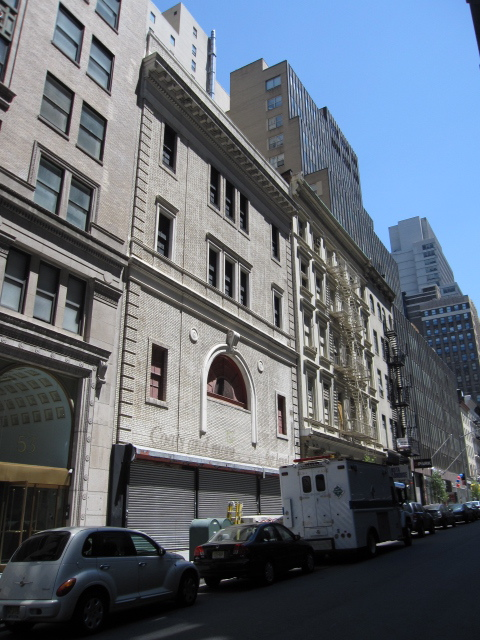
Huidige bebouwing van Park Place 45–51

De locatie van het geplande centrum werd in juli 2009 gekocht door Soho Properties. Imam Feisal Abdul Rauf introduceerde het idee een islamitisch gemeenschapscentrum te bouwen op de plek. Een van de investeerders in het project is de stichting Córdoba Initiative, waarvan Rauf oprichter en algemeen directeur is. Zijn vrouw Daisy Khan is bestuurslid van de stichting.
Córdoba Iniative en Córdoba House, de oorspronkelijke naam van het centrum, verwijzen volgens de stichting naar de situatie in de Spaanse stad Córdoba waarin moslims gedurende enige eeuwen vreedzaam samenleefden met christenen en joden. Tegenstanders van het project zagen in de naam een verwijzing naar de stad Córdoba als hoofdstad van het kalifaat Córdoba in het door de (islamitische) Moren veroverde Iberië. De huidige naam van het geplande gebouw en centrum, Park51, verwijst naar het adres van het gebouw aan Park Place.
Het pand dat plaats moet maken voor het islamitische gemeenschapscentrum werd eerder gebruikt door de Burlington Coat Factory. Reeds vanaf september 2009 werd het gebouw gebruikt als gebedsruimte, onder leiding van Feisal Abdul Rauf.
In mei 2010 gaf de wijkraad van Lower Manhattan een positief (niet-bindend) advies over de bouw van het centrum. In augustus van dat jaar wees de monumentencommissie van de stad een monumentenstatus voor het te slopen pand op de locatie van het geplande centrum, een gebouw uit 1858 in palazzo-stijl, unaniem af.